# János Csák (Politiker)

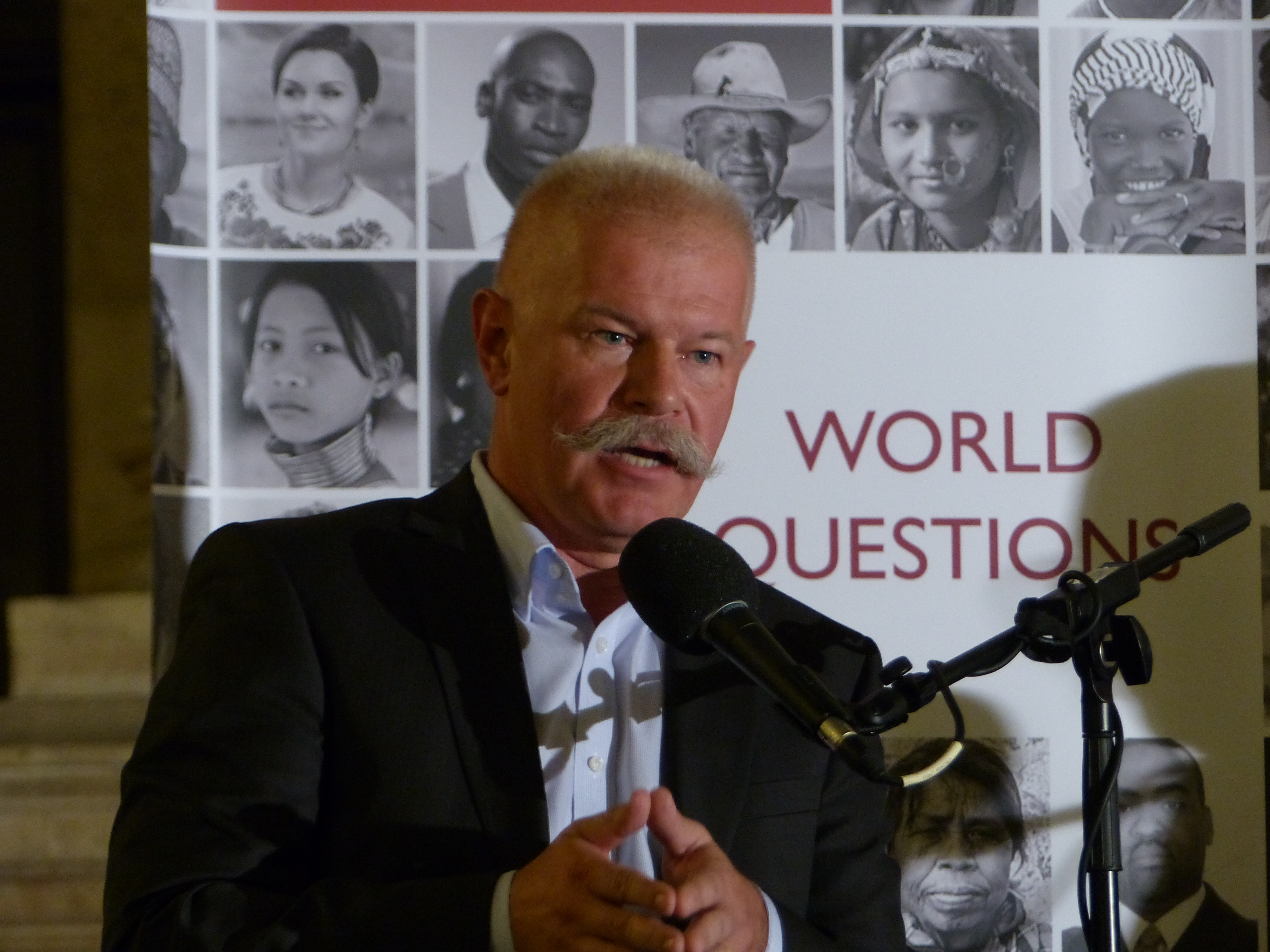
János Csák (2016)

János Csák (* 15. Oktober 1962 in Budapest) ist ein ungarischer parteiloser Politiker, Manager, Honorarprofessor für Management und seit dem 24. Mai 2022 Minister für Kultur und Innovation im Kabinett Orbán V. Zuvor war er zwischen 2011 und 2014 ungarischer Botschafter im Vereinigten Königreich.

## Leben

### Ausbildung
Csák erwarb einen Master in Finanzen und Soziologie an der Corvinus-Universität Budapest (1987) und absolvierte ebenfalls das Challenge of Leadership Program (INSEAD) in Frankreich (2000) und das Executive Program der University of Michigan Business School in den USA (1996).

### Karriere
Während seiner Karriere war Csák in Führungs- und Vorstandspositionen für mehrere Unternehmen in Europa, den USA und Australien tätig, darunter Matáv (Schatzmeister, 1993–2000), MOL Group (Vorsitzender, 1999–2000) und T-Mobile Ungarn (inkl. Vorsitzender, 1997–2001), Creditanstalt Investment Bank (CA-IB), Budapest Bank (GE Money Bank), Gedeon Richter Plc. (nicht geschäftsführendes Vorstandsmitglied, 2014–2019), Falcon Oil and Gas und Wildhorse Energy Ltd.
Er arbeitete als Schatzmeister von Matáv (heute Magyar Telekom) und spielte eine entscheidende Rolle bei der 1-Milliarde-Dollar-Notierung von Matáv an der New Yorker Börse, einem Deal, der als Modell für künftige Privatisierungen gilt und 1997 mit dem International Financing Review Award ausgezeichnet wurde. Auch Csák hat den bisher größten Mobilfunkvertrag in der mitteleuropäischen Region ausgearbeitet und ausgehandelt: die Übernahme von Westel (heute T-Mobile) für 885 Millionen US-Dollar von MediaOne im Jahr 1999. Unter seiner Führung im Finanzbereich gewann Matáv den World's Best User of Syndicated Loans Award (Euromoney, 1997).
1996 war er Senior Treasury Advisor bei der Ameritech Corporation tätig (Chicago, USA).
Während seiner Amtszeit als Vorstandsvorsitzender von MOL in den Jahren 1999–2000 orchestrierte er eine umfassende Wachstumsstrategie, die zu einer Neustrukturierung der Führung und Strategie der Gruppe führte. Unter seiner Amtszeit erwarb MOL das slowakische Energieunternehmen Slovnaft. Dadurch wurde die MOL Group zu einem Spitzenunternehmen der Ölindustrie und einem regionalen Marktführer.
Von 2001 bis 2003 war er Vorstandsmitglied der Creditanstalt Investment Bank, einer in Wien ansässigen umfassenden Investmentbank mit Schwerpunkt auf Mittel- und Osteuropa, wo er die Bereiche Energie und Telekommunikation leitete.
Zwischen 2003 und 2010 leitete Csák seine eigene Management- und Strategieberatungspraxis. Als Investor gelang es ihm, eine Reihe von Unternehmen umzukrempeln, insbesondere revitalisierte er Helikon's (ein Verlag für Qualitätsliteratur und Kunst) und Heti Válasz's (eine Zeitschrift, die landesweit über 1 % der Bevölkerung erreicht und über Politik, Wirtschaft und Kultur berichtet). Markenstrategie und verkaufte beide erfolgreich als effiziente Unternehmen.
Von 2009 bis 2010 war Csák Gastwissenschaftler für politische Ökonomie und Energiesicherheit an der Heritage Foundation in Washington, D.C. und am Acton Institute in Grand Rapids, Michigan.
Von 2011 bis 2014 war er als ungarischer Botschafter im Vereinigten Königreich akkreditiert.
Zwischen 2016 und 2019 war er Miteigentümer und Vorsitzender von Design Terminal, einem gemeinnützigen Inkubator, Miteigentümer und Vorsitzender von Arete Ltd., einer Frühphasen-Investmentgesellschaft, und Miteigentümer von Brain Bar, ein großes europäisches Festival zum Thema Zukunft. Obwohl er diese Unternehmen im Jahr 2019 verkaufte, bleibt er weiterhin im Startup-Ökosystem aktiv.
Zwischen 2017 und 2021 war er Leiter des ConNext 2050-Projekts am Socialfuturing Center der Corvinus-Universität Budapest.
Zwischen 2019 und 2020 war er Mitglied des Kuratoriums der Maecenas Universitatis Corvini Foundation, der Stiftung, die die Corvinus-Universität Budapest verwaltet.
Von 2019 bis 2021 war er im Aufsichtsrat von Blue Planet Climate Protection Investments (Kék Bolygó Klímavédelmi Befektetési Zrt.).
Derzeit fungiert er als nicht geschäftsführender Direktor der Bank of China (CEE) Ltd. und ist außerdem Co-Vorsitzender der ungarisch-slowakischen Handelskammer. 2019 wurde er zum Mitglied des Ethik-Unterausschusses des Ungarischen Olympischen Komitees gewählt.
Er ist Mitglied des Aufsichtsrats der Saint Francis Foundation of Déva. Im Jahr 2003 gründete er die Kálmán-Széll-Stiftung, eine Vereinigung von Wirtschaftsführern.

### Auszeichnungen
In Anerkennung seiner wirtschaftlichen und sozialen Aktivitäten wurde ihm 2010 das Komturkreuz des Ungarischen Verdienstordens verliehen. Ihm wurden die Ehrenbürgerschaft des 20. Budapester Bezirks (2013) und das Große Verdienstkreuz des Ritterordens des Heiligen Militärischen Konstantinischen Ordens des Heiligen Georg verliehen (Großbritannien, 2013). Er wurde 2023 mit dem Großen Wirtschaftspreis Sándor Wekerle und dem Rákóczi-Preis ausgezeichnet.

### Privat
Er ist mit Júlia Márton verheiratet, sie haben vier Kinder und sieben Enkelkinder. In seiner Freizeit beschäftigt sich Csák gerne mit Literatur. Neben dem Schreiben von Essays übersetzte er auch mehrere Bücher ins Ungarische, darunter Romane und Fachliteratur. Zu seinen jüngsten Werken gehören „The American Genius“ und „The Good Side of Life – Searching for Values in an Instable World“, die er gemeinsam mit dem Franziskanermönch Csaba Böjte verfasst hat. In seiner Freizeit unternimmt er gerne lange Spaziergänge, fährt Motorrad und Fahrrad.